# Candona ulignosa
Candona ulignosa är en kräftdjursart som beskrevs av N. C. Furtos 1933. Candona ulignosa ingår i släktet Candona och familjen Candonidae. Inga underarter finns listade.